# 新高恵子
新高 恵子（にいたか けいこ、本名：工藤 琳子（くどう たまこ）、1934年4月18日 - ）は、日本の元女優。

## 来歴
青森県青森市出身。名門・青森高校時代は、寺山修司の一年上級生だったが、お互いに面識はなかったという。
やがて彼女は上京、新藤孝衛監督にすすめられ、当初はピンク映画の人気女優として活躍した。しかし、やがて同じセットで2本の映画を同時に撮影するというような現場に遭遇し、虚しさを感じるようになった。同郷の寺山修司と会った際には彼は、あの映画の演技はこうだったよね、と詳細に新高を演技について語ったため、彼女は感動したという。彼女は、寺山の主宰する劇団、「天井桟敷」に参加し看板女優になっていった。寺山は演劇の国内、海外での公演だけでなく、『書を捨てよ町へ出よう』（1971年)などの映画も撮影し、彼女も出演した
1983年の寺山の死後、「天井桟敷」の解散と共に引退した。
山田勝仁著「寺山修司に愛された女優　演劇実験室◎天井桟敷の名華・新高けい子伝」（2010年、河出書房新社刊）が唯一の評伝。

## 主な出演

### 映画
- 雪の涯て（1965年）
- 肉体の報酬（1965年）
- 歪んだ関係（1965年）
- 腐肉の喘ぎ（1965年）
- 四つの乳房（1965年）
- 悪の卵（1965年）
- 蜜のおとし穴（1965年）
- 背徳（1965年）
- 第三の情事（1965年）
- 情事に賭けろ（1965年）
- あばかれた欲情（1965年）
- 女・三百六十五夜（1966年）
- もだえの夜（1966年）
- くずれる女（1966年）
- 色ざんまい（1966年）
- のたうち（1966年）
- 肉体の会話（1966年）
- 新・妾 （1966年）
- 女高生地帯（1966年）
- 女高生のふるえ（1966年）
- 新拷問刑罰史 拷問（1966年）
- 絶品の女（1966年）
- 蛇淫の肌（1966年）
- 愛欲の果て（1966年）
- あなたの留守に?（1966年）
- 色なさけ（1966年）
- 乳房の週末（1966年）
- 炎の女（1966年）
- 肌に泣く女（1966年）
- 柔肌の掟（1966年）
- 禁じられた乳房（1966年）
- 肉色（1966年）
- 処女? 戦慄（1966年）
- 愛情開眼（1967年）
- 縄と乳房（1967年）
- トマトケチャップ皇帝（1970年）
- 書を捨てよ町へ出よう（1971年）
- 出所祝い（1971年）
- 田園に死す（1974年）
- 蝶服記（1974年）
- 迷宮譚（1975年）
- 審判（1975年）
- 疱瘡譚（1975年）
- 消ゴム（1977年）
- マルドロールの歌（1977年）
- 影の映画　二頭女（1977年）
- ボクサー（1977年）
- 書見機（1977年）
- 草迷宮（1978年）
- FACE －風の日の紙のように私の上に貼りついてしまった （1979年）
- 上海異人娼館　チャイナ・ドール（1981年）
- さらば箱舟（1982年）